# Michal Schuran
Michal Schuran, né le 30 juin 1996 à Bílina, est un coureur cycliste tchèque. Il évolue au sein de l'équipe ATT Investments depuis 2022.

## Biographie
Michal Schuran pratique d'abord le BMX avant de passer au cyclisme sur route. 
En 2023, il remporte le classement général du Tour de Bulgarie,. Il termine également deuxième du classement de la montagne de la CRO Race, après plusieurs échappées. L'année suivante, il s'impose sur le GP Gorenjska.

## Palmarès et résultats

### Palmarès par année
- 2022
  - 2e du RBB Tour
- 2023
  - Classement général du Tour de Bulgarie
- 2024
  - GP Gorenjska

### Classements mondiaux
| Année                                 | 2018  | 2019 | 2020  | 2021 | 2022  | 2023  | 2024 |
| ------------------------------------- | ----- | ---- | ----- | ---- | ----- | ----- | ---- |
| Classement mondial                    | 2754e | nc   | 2155e | nc   | 1749e | 1153e | 709e |
| UCI Europe Tour                       | 1827e | nc   | 1572e | nc   | 1146e | nc    | nc   |
|                                       |       |      |       |      |       |       |      |
| Légende : nc = non classéSource : UCI |       |      |       |      |       |       |      |